# Ji Dong-won
Ji Dong-won (* 28. Mai 1991 in Jeju-si) ist ein südkoreanischer Fußballspieler, der aktuell beim südkoreanischen Erstligisten Suwon FC unter Vertrag steht.

## Karriere

### Vereine
Ji Dong-won wurde von Jeonnam Dragons an der Gwangyang Jecheol High School ausgebildet. Zwischen 2007 und 2008 unterbrach er diese Ausbildung und spielte in England der Jugend des FC Reading. 2010 debütierte er als Profi für die Jeonnam Dragons. Im Juli 2011 wechselte er in die englische Premier League zum AFC Sunderland. Für die Rückrunde der Saison 2012/13 wurde Ji an den deutschen Erstligisten FC Augsburg verliehen. Am 20. Januar 2013 (18. Spieltag) debütierte er in der Bundesliga, als sein Verein mit 3:2 gegen Fortuna Düsseldorf gewann. Sein erstes Bundesligator erzielte er am 23. Februar 2013 (23. Spieltag) beim 2:1-Sieg im Heimspiel gegen die TSG 1899 Hoffenheim mit dem Treffer zur 1:0-Führung in der 45. Minute.
Zur Saison 2013/14 kehrte Ji zum FC Sunderland zurück. Allerdings kam er bis Mitte Januar 2014 nur auf fünf Einsätze in der Liga sowie zu jeweils einem Einsatz im FA Cup und im League Cup. Am 16. Januar 2014 kehrte Ji zum FC Augsburg zurück. Er unterschrieb einen bis zum Saisonende laufenden Vertrag. Gleichzeitig unterschrieb Ji einen Vierjahresvertrag bei Borussia Dortmund, der ab der Saison 2014/15 Gültigkeit besaß. Auch aufgrund von Verletzungen kam Ji beim BVB nur zu fünf Einsätzen in der zweiten Mannschaft in der 3. Liga.
Zum 1. Januar 2015 wechselte Ji zum dritten Mal zum FC Augsburg. Ende Januar 2018 verlieh ihn der FC Augsburg bis Saisonende an den SV Darmstadt 98. Am 28. Januar 2018 gab er beim 0:1-Auwärtssieg gegen den FC St. Pauli sein Debüt für die Lilien.

#### 1. FSV Mainz 05
Zur Saison 2019/20 wechselte der Koreaner ablösefrei zum 1. FSV Mainz 05, bei dem er einen bis Juni 2022 laufenden Vertrag unterzeichnete.

#### Eintracht Braunschweig
Im Januar 2021 wurde er bis zum Saisonende an Eintracht Braunschweig ausgeliehen. Für diese spielte er zwölf Spiele und traf einmal in der 2. Bundesliga.

#### FC Seoul
Zur Saison 2021/22 schloss er sich dem FC Seoul an.

#### Suwon FC
Am 26. Januar 2024 wechselt Ji zum Suwon FC. 

### Nationalmannschaft
Sein Debüt für die A-Nationalmannschaft gab Ji Dong-won am 30. Dezember 2010 in einem Test-Länderspiel gegen die Auswahl Syriens. Dabei erzielte er den einzigen Treffer des Spiels. Bei der Asienmeisterschaft 2011 erzielte Ji Dong-won vier Tore und erreichte mit Südkorea den Dritten Platz.
Er gehörte dem südkoreanischen Kader für die Olympischen Spiele 2012 an und kam in allen sechs Spielen zum Einsatz. Im Spiel um Platz 3 gewann er mit seiner Mannschaft mit der Bronzemedaille die erste Medaille für südkoreanische Fußballspieler.
Am 9. Mai 2014 wurde er vom Nationaltrainer Hong Myung-bo in den Kader der südkoreanischen Nationalmannschaft für die Weltmeisterschaft 2014 berufen. Die Mannschaft schied in diesem Turnier nach der Gruppenphase aus; Ji wurde in zwei der drei Gruppenspiele eingewechselt.

## Erfolge
- Dritter der Asienmeisterschaft 2011
- Olympische Bronzemedaille 2012